# أندريس مونتيرو
أندريس مونتيرو (بالإسبانية: Andrés Montero) هو لاعب كرة قدم فنزويلي، ولد في 5 مارس 1994 في ماراكايبو في فنزويلا.

## وصلات خارجية
- أندريس مونتيرو على موقع قاعدة بيانات كرة القدم.إي يو (الإنجليزية)
- أندريس مونتيرو على موقع Soccerway.com (الإنجليزية)